# 刘生杰
刘生杰（1956年11月—），陕西省神木县高家堡镇人，中国人民解放军中将。

## 生平
1974年入伍，毕业于中国人民解放军西安政治学院。曾历任文书、班长、排长、干事、秘书、代理政治教导员、秘书处副处长、处长、党务处长、中国人民解放军总后勤部政治部组织部副部长、中国人民解放军第二军医大学政治部主任、中国人民解放军总后勤部政治部副主任。2009年7月任中国人民解放军总后勤部政治部主任，2012年当选中国共产党第十八届中央纪律检查委员会委员，2013年7月任中国人民解放军总后勤部副政委兼纪委书记。2016年1月，任新成立的中央军委后勤保障部副部长。
2017年10月9日中国共产党第十八届中央纪律检查委员会第八次全体会议在北京举行，全会审议并通过中央纪律检查委员会常务委员会关于撤销刘生杰同志中央纪委委员职务的报告，确认中央纪律检查委员会常务委员会之前作出的撤销刘生杰同志中央纪委委员职务的决定。
2006年晋升中国人民解放军少将，2010年晋升中国人民解放军中将军衔。